# Souimanga à gorge grise
Anthreptes griseigularis
Espèce
Statut de conservation UICN

LC : Préoccupation mineure
Le Souimanga à gorge grise (Anthreptes griseigularis) est une espèce de passereaux de la famille des Nectariniidae. L'espèce est endémique des Philippines. 

## Liste des sous-espèces
Selon GBIF (14 juin 2023) :
- Anthreptes griseigularis birgitae Salomonsen, 1953
- Anthreptes griseigularis griseigularis Tweeddale, 1878

## Systématique
Le nom valide complet (avec auteur) de ce taxon est Anthreptes griseigularis Tweeddale, 1878.
Ce taxon porte en français le nom vernaculaire ou normalisé suivant : Souimanga à gorge grise.